# Cpio
cpio는 일반적인 파일 아카이버 유틸리티이자 관련 파일 형식이다. 주로 유닉스 계열 컴퓨터 운영 체제에 설치된다. 이 소프트웨어 유틸리티는 원래 프로그래머의 워크벤치(PWB/UNIX)의 일부로서 테이프 아카이빙 프로그램으로서 고안되었으며 그 뒤로 출시된 사실상의 모든 유닉스 운영 체제의 구성 요소이다. copy in and out이라는 문구에서 비롯된 이름으로, 프로그램의 표준 입력과 표준 출력의 이용과 관련이 있다.

## 동작 방식

### 아카이브 생성
```
$ find . -depth -print | cpio -o > /path/archive.cpio
```

### 추출
```
$ cpio -i -vd < archive.cpio
$ cpio -i -d /etc/fstab < archive.cpio
```

### 나열
```
$ cpio -t < archive.cpio
```

### 복사
```
$ find . -depth -print | cpio -p -dumv new-path
```

## 같이 보기
- 유닉스 명령어 목록